# Ömer Sepici
Ömer Sepici (* 30. September 1987 in Den Haag) ist ein niederländisch-türkischer Fußballtorhüter.

## Karriere
Sepici kam im niederländischen Den Haag auf die Welt und erlernte hier in den Jugendmannschaften diverser Amateurvereine das Fußballspielen. Nachdem er bis zum Sommer 2005 für Rvc/Rijswijk gespielt hatte, wechselte er in die Jugendabteilung des türkischen Erstligisten MKE Ankaragücü. Nachdem er ein Jahr hier gespielt hatte, erhielt er einen Profivertrag, spielte aber weiterhin ausschließlich für die Reservemannschaft. Zur Saison 2007 wechselte er zum Viertligisten Gebzespor und war hier zwei Jahre als Ersatzspieler tätig. 2008 wechselte er innerhalb der Liga zu Keçiörengücü. Hier erkämpfte er sich auf Anhieb den Stammtorhüterposten und behielt ihn in seiner dreijährigen Zeit für diesen Verein.
Zum Sommer 2012 heuerte Kabadayı Sepici beim Drittligisten Kahramanmaraşspor an. Hier verbrachte er nur die Hinrunde der Spielzeit und wechselte in der Winterpause zu Fethiyespor an. Zum Saisonende erreichte er mit Fethiyespor das Playofffinale. Im Finale setzte man sich gegen Hatayspor durch und stieg damit in die TFF 1. Lig auf.
Nach dem Aufstieg mit Fethiyespor wechselte er zum Drittligisten Ünyespor.

## Erfolge
Mit Fethiyespor
- Playoffsieger der TFF 2. Lig: 2012/13
- Aufstieg in die TFF 1. Lig: 2012/13